# Slijepci
Slijepci (latinski: Anophthalmus) rod su trčaka koji je endemičan za Europu. 

## Popis vrsta[1]
- Anophthalmus aidovskanus Ganglbauer, 1913.
- Anophthalmus alphonsi J. Müller, 1914.
- Anophthalmus amplus Joseph, 1871.
- Anophthalmus baratellii Sciaky, 1985.
- Anophthalmus bernhaueri Ganglbauer, 1895.
- Anophthalmus besnicensis Pretner, 1949.
- Anophthalmus bohiniensis Ganglbauer, 1903.
- Anophthalmus bojani Daffner, 1998.
- Anophthalmus bucoveci Pretner, 1949.
- Anophthalmus capillatus Joseph, 1871.
- Anophthalmus daffnerii Broder, 1994.
- Anophthalmus driolii Bognolo & M. Etonti, 1996.
- Anophthalmus egonis J. Müller, 1923.
- Anophthalmus erebus Krauss, 1906.
- Anophthalmus fabbrii J. Müller, 1931.
- Anophthalmus fallaciosus J. Müller, 1914.
- Anophthalmus gobanzi Ganglbauer, 1911.
- Anophthalmus gridellii J. Müller, 1931.
- Anophthalmus haraldianus Daffner, 1992.
- Anophthalmus hauckei P. Maravec & Lompe, 2003.
- Anophthalmus heteromorphus J. Müller, 1923.
- Anophthalmus hirtus Sturm, 1853.
- Anophthalmus hitleri Scheibel, 1937.
- Anophthalmus jalzici Daffner, 1996.
- Anophthalmus kahleni Daffner, 1998.
- Anophthalmus kaufmanni Ganglbauer, 1900.
- Anophthalmus kerteszi Csiki, 1912.
- Anophthalmus kofleri Daffner, 1996.
- Anophthalmus leander Sciaky, Monguzzi & Trezzi, 1999.
- Anophthalmus maderi Winkler, 1914.
- Anophthalmus manhartensis Meschnigg, 1943.
- Anophthalmus mayeri J. Müller, 1909.
- Anophthalmus meggiolaroi P. Moravec & Lompe, 2003.
- Anophthalmus micklitzi Ganglbauer, 1913.
- Anophthalmus nivalis J. Müller, 1922.
- Anophthalmus paciuchensis Monguzzi, 1995.
- Anophthalmus pretneri J. Müller, 1913.
- Anophthalmus ravasinii J. Müller, 1922.
- Anophthalmus sanctaeluciae J. Müller, 1931.
- Anophthalmus schatzmayri P. Moravec & Lompe, 2003.
- Anophthalmus schaumii Schaum, 1860.
- Anophthalmus schmidti Sturm, 1844.
- Anophthalmus scopolii F.J. Schmidt, 1850.
- Anophthalmus seppenhoferi Bognolo, 1997.
- Anophthalmus severi Ganglbauer, 1897.
- Anophthalmus spectabilis Joseph, 1871.
- Anophthalmus temporalis J. Müller, 1913.
- Anophthalmus tolminensis J. Müller, 1922.
- Anophthalmus winklerianus Jeannel, 1926.

## Vanjske poveznice
- Anophthalmus Sturm, 1844, BioLib
- Anopthalmus, Encyclopedia of Life
- Anophthalmus Sturm, 1844, Fauna Europaea
- Anophthalmus Sturm, 1844, Global Biodiversity Information Facility
- Genus Anophthalmus, iNaturalist
- Anophthalmus, National Center for Biotechnology Information